# Яковкін Авенір Олександрович
Авені́р Олекса́ндрович Яко́вкін (21 травня 1887, Благовєщенськ, Башкортостан (в той час Благовєщенський завод Уфимської губернії)—18 листопада 1974, Київ) — український астроном, член-кореспондент АН УРСР.
Походив з родини вчителя. Закінчив Єкатеринбурзьку гімназію (1905) і фізико-математичний факультет Казанського університету. Працював асистентом (1911—1919), астрономом-спостерігачем (1919—1926), директором обсерваторії Казанського університету (1926—1931). Одночасно в 1916—1937 рр. викладав у Казанському університеті як приват-доцент, а з 1926 р. — як професор.
У 1937—1945 рр. очолював кафедру астрономії Уральського університету у м. Свердловськ та у 1939—1943 рр. був деканом фізико-математичного факультету.
1945–1952 — професор кафедри астрономії Київського університету, у 1948—1951 рр. був деканом фізичного факультету КДУ. 1951—1967 працював у Головній астрономічній обсерваторії АН УРСР (1952—1959 — директор).
Основні праці стосуються теорії руху небесних тіл, зокрема Місяця. Встановив залежність місячного радіуса від оптичної лібрації по широті (ефект Яковкіна) і запропонував для пояснення цієї залежності низку моделей фігури Місяця. Займався також розв'язуванням деяких задач теоретичної астрономії. Автор низки оригінальних приладів і пристроїв для розв'язування різних астрономічних задач, зокрема, механічної машини для передобчислень покрить зірок Місяцем.
Іменем А. О. Яковкіна названо кратер на Місяці.
21 травня 2012 р. на честь 125-річчя від дня народження А. О. Яковкіна в ГАО була відкрита меморіальна дошка (встановлена на будинку головного корпусу обсерваторії).